# Olympisches Sportzentrum Guiyang
Das Olympische Sportzentrum Guiyang (chinesisch: 贵阳 奥林匹克 体育 中心) ist eine Sportstätte im Bezirk Guanshanhu (Guiyang) in der Volksrepublik China. Mit einer Gesamtkapazität von mehr als 60.000 Menschen ist es der größte Sportkomplex in der Provinz Guizhou.
Der Bau begann im Jahr 2006 und das Zentrum wurde 2010 eröffnet. Die Kosten beliefen sich auf 1,9 Milliarden Yuan Renminbi. Es umfasst ein Mehrzweckstadion mit 51.636 Sitzplätzen, ein Hallenstadion mit 8.000 Sitzplätzen, ein 3.000-Plätze-Natatorium, ein 17-Plätze-Tenniscenter sowie Einrichtungen wie ein Medienzentrum und ein Trainingszentrum.
Das Hauptstadion ist derzeit die Heimstätte des Fußballklubs Guizhou Hengfeng.